# 167010 Terracina
167010 Terracina è un asteroide della fascia principale. Scoperto nel 2003, presenta un'orbita caratterizzata da un semiasse maggiore pari a 2,4281838 au e da un'eccentricità di 0,1296872, inclinata di 6,03234° rispetto all'eclittica.